# Щегловский, Владимир Стефанович
Влади́мир Стефа́нович Щегло́вский (29 февраля 1940, Усть-Лабинск, Краснодарский край — 28 декабря 2020) — советский футболист, вратарь.

## Биография
В детстве занимался разными видами спорта, в основном баскетболом, а также лёгкой атлетикой и волейболом. Позже заинтересовался футболом, когда его попросили подменить вратаря, с этого момента футбол стал для него главным видом спорта.
Своей игрой за молодёжную команду привлёк внимание тренеров майкопского «Урожая», в составе которого затем выиграл чемпионат Краснодарского края и вместе с командой завоевал право выступать в Классе «Б», где затем играл до 1964 года.
С 1965 по 1966 год играл за ростовский СКА, провёл 10 матчей, в которых пропустил 5 мячей, в сезоне 1966 года, когда клуб стал вице-чемпионом СССР, однако медали не получил, поскольку для этого необходимо было сыграть не менее чем в 50 % всех встреч команды в турнире.
Сезон 1967 года провёл в луганской «Заре», сыграл 4 матча. С 1968 по 1970 год выступал в составе «Кубани», принял участие в 15 играх команды.
В 1971 году сыграл последний сезон в команде мастеров в составе клуба «Спартак» из Йошкар-Олы. Затем в течение почти 6 сезонов выступал за команду «Станкостроитель», сильнейший на тот момент коллектив КФК Краснодарского края.
В 1977 году начал работать в Краснодаре детским тренером, чем занимался затем более 30 лет.
Скончался 28 декабря 2020 года.

## Достижения
- 2-е место в чемпионате СССР: 1966